# زبان‌های هندوایرانی
زبان‌های هندو-ایرانی(به انگلیسی:Indo-Iranic languages)، یا زبان‌های آریانیک/آریایی(Aryan languages) توسط مردمان هندوایرانی یا مردمان آریانیک (مردمان آریایی) صحبت می‌شود و گسترهٔ جغرافیایی بزرگی شامل فلات ایران، قسمت‌هایی از آسیای میانه، شمال شبه‌قاره هند و بخش‌هایی از قفقاز را در برمی‌گیرد. جمعیت هندوایرانی‌ها بیش از یک و نیم میلیارد نفر است. زبان‌های هندو ایرانی زیر شاخه زبان‌های هندو اروپایی هستند.

## پرگویش‌ترین زبان‌های هندوایرانی
جمعیت گویشوران پانزده زبان اول پرگویش این گروه زبانی به میلیون نفر به شرح زیر می‌باشد:
| ردیف               | نام                        | جمعیت (۲۰۲۰)       |  |
| زبان‌های هندوآریایی | زبان‌های هندوآریایی         | زبان‌های هندوآریایی |  |
| ------------------ | -------------------------- | ------------------ |  |
| ۱                  | زبان هندوستانی / زبان اردو | ۱۰۰۰+              |  |
| ۲                  | زبان بنگالی                | ۲۵۰                |  |
| ۳                  | زبان پنجابی                | ۱۲۵                |  |
| ۴                  | زبان مراتی                 | ۱۱۵                |  |
| ۵                  | زبان گجراتی                | ۶۰                 |  |
| ۶                  | زبان راجستانی              | ۵۵                 |  |
| ۷                  | زبان بوجپوری               | ۵۰                 |  |
| ۸                  | زبان اوریه                 | ۳۵                 |  |
| ۹                  | زبان مایتهیلی              | ۳۵                 |  |
| ۱۰                 | زبان سندی                  | ۲۵                 |  |
| سایر               | سایر زبان‌های هندوآریایی    | نامشخص             |  |
| کل                 | زبان‌های هندوآریایی         | ۱۵۰۰+              |  |
| زبان‌های ایرانی     |                            |                    |  |
| ۱                  | زبان فارسی                 | ۱۰۰+               |  |
| ۲                  | زبان پشتو                  | ۵۰                 |  |
| ۳                  | زبان کردی                  | ۴۰                 |  |
| ۴                  | زبان طبری                  | ۳۵                 |  |
| ۵                  | زبان بلوچی                 | ۱۰                 |  |
| ۶                  | زبان لری                   | ۱۰                 |  |
| سایر               | سایر زبان‌های ایرانی        | نامشخص             |  |
| کل                 | زبان‌های ایرانی             | ۲۰۰+               |  |
| کل تجمیعی          | کل زبان‌های هندوایرانی      | ۱۷۰۰+              |  |

## نظرات در مورد زیرشاخه‌های زبان‌های هندوایرانی

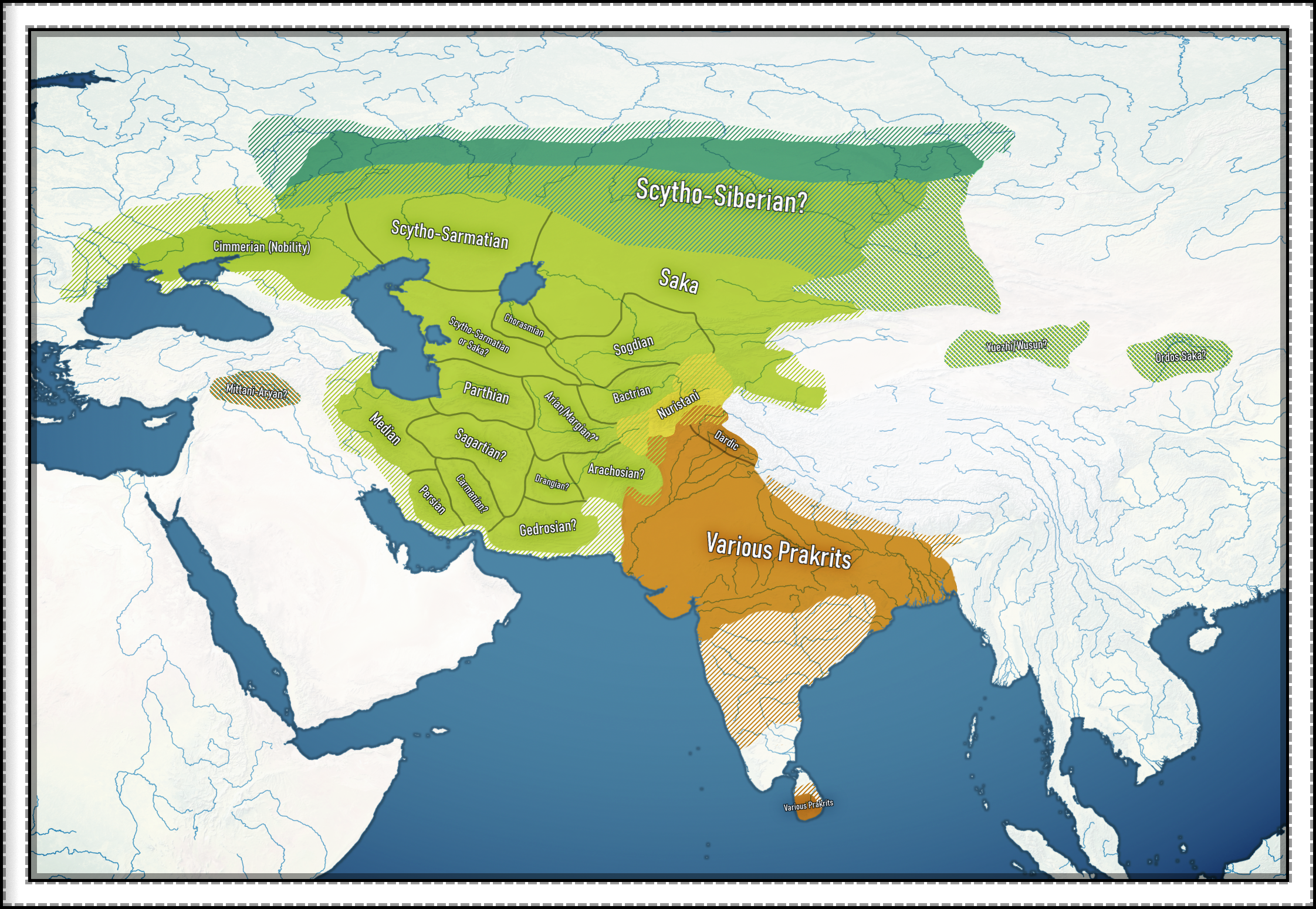
گستردگی قطعی و احتمالی زبان‌های هندوایرانی:
ایرانی
هندوآریایی
دیگر هندوایرانی‌ها
نورستانی
- محتملا اوستایی

اختلافاتی پیرامون زیرشاخه‌های زبان‌های هندوایرانی وجود دارد که بیشتر این مناقشات در مورد زبان نورستانی و خانوادهٔ زبان‌های داردی است.

### نظریه نخست درباب زیرشاخه‌های خانوادهٔ زبانی هندوایرانی
در این نظر خانوادهٔ زبان‌های داردی را زیرشاخه‌ای از زبان‌های هندوآریایی و زبان نورستانی را جزئی از خانوادهٔ زبان‌های داردی فرض کرده‌اند.
1. زبان‌های هندوآریایی
2. زبان‌های ایرانی

### نظریه دوم درباب زیرشاخه‌های خانوادهٔ زبانی هندوایرانی
بر اساس این نظریه، خانوادهٔ زبانی هندوایرانی، مشتمل بر سه شاخه اصلی می‌شود. این سه شاخه عبارت‌انداز:
1. زبان‌های هندوآریایی
2. زبان‌های ایرانی
3. زبان‌های داردی

### نظریه سوم درباب زیرشاخه‌های خانوادهٔ زبان هندوایرانی
در این بخش‌بندی که در سال ۱۹۷۳ تا ۱۹۷۵ توسط زبانشناس نروژی گئورگ مورگنشتیرنه ارائه شد، زبان‌های نورستانی را فرزندی مستقل در خانوادهٔ زبان‌های هندوایرانی فرض کرده و زبان‌های داردی را جزئی از زبان‌های هندوآریایی در نظر گرفته است. بر اساس این نظریه شاخه‌های اصلی خانوادهٔ زبانی هندوایرانی عبارت‌انداز:
1. زبان‌های هندوآریایی
2. زبان‌های ایرانی
3. زبان‌های نورستانی

### نظریه چهارم درباب زیرشاخه‌های خانوادهٔ زبان هندوایرانی
در این تقسیم‌بندی، خانواده زبانی هندوایرانی دارای چهار فرزند مستقل یعنی زبان‌های ایرانی، زبان‌های هندوآریایی، زبان‌های داردی و زبان‌های نورستانی است.
1. هندوآریایی
2. زبان‌های ایرانی
3. زبان‌های نورستانی
4. زبان‌های داردی

### زبان ایرانی باستان
زبان‌های ایرانی باستان اصطلاحاً به زبان‌هایی گفته می‌شود که از هنگام جدایی اقوام ایرانی از هم‌نژادان آریایی شان در اواخر هزاره ۲ پ. م تا اندکی پس از فروپاشی شاهنشاهی هخامنشی در ۳۳۰ پ. م در میان اقوام ایرانی در پهنه وسیعی از مرزهای شمالی چین در شرق (در میان قبایل سکایی) تا سواحل شمالی دریای سیاه و دریای آزف در غرب (در میان قبایل اسکیتی) و از شمال غرب فلات ایران (در میان قبایل مادی) تا سواحل خلیج فارس (در میان قبایل پارسی) رواج داشت. از میان زبانهای ایرانی باستان فقط آثار مکتوب دو زبان فارسی باستان و اوستایی (با دو گرایش گاهانی و متاخر) وجود دارد. برخی دیگر از زبان‌های این دوره که آثار غیرمستقیمی از آنها برجای مانده، یا براساس موازین زبان‌شناختی تاریخی می‌توان به وجودشان اطمینان داشت، آراخوسیایی (رُخَجی) باستان، بلخی باستان، پارتی باستان، خوارزمی باستان، سغدی باستان، شیرازی باستان، کرمانی باستان و مادی است.
از سوی دیگر، پیش از سکاها قوم دیگری به نام کیمبری‌ها در حدود ۱۰۰۰ پ. م در قفقاز و دشت‌های شمالی آن زندگی می‌کردند. آنان در سده ۸ پ. م به مناطق غربی‌تر مهاجرت کردند و حتی به جنوب مجارستان کنونی رسیدند. خاستگاه نخستین کیمبری‌ها احتمالاً بخشی از دشت‌های قزاقستان امروزی بوده است و بدون شک طبقات حاکم آنان به زبان ایرانی سخن می‌گفتند.

### زبان ایرانی میانه
زبان‌های ایرانی میانه از هنگام فروپاشی شاهنشاهی هخامنشی تا چند سده پس از انقراض ساسانیان رواج داشت. این زبان‌ها را که آثار مکتوبی از آنها بر جای مانده است، به دو شاخه غربی و شرقی تقسیم می‌کنند.
زبان‌های ایرانی میانه غربی پارتی (پهلوانی یا پهلوی اشکانی) و فارسی میانه (پهلوی یا پهلوی ساسانی) هست.
زبان‌های ایرانی میانه شرقی که حتی تا سده ۷ ق/ ۱۳ م در شرق ایران تا ترکستان چین و به سبب مهاجرت‌های برخی از قبایل ایرانی در شمال غرب ایران تا دریای سیاه رواج داشت، بلخی، خوارزمی، سغدی و سکایی، بخارایی، سَرمَتی (و برخی از زبان‌هایی که در سده ۳ پ. م در بخش‌هایی از افغانستان و پاکستان رایج بود) را می‌توان نام برد.

### زبان ایرانی نو
زبان‌های ایرانی نو زبان‌هایی هستند که پس از فتح ایران به دست مسلمانان به تدریج در مناطق مختلف پدیدار شدند و با آنکه برخی از آنه هم‌زمان با برخی از زبان‌های ایرانی میانه رایج بودند، از لحاظ ساختاری تحول‌هایی در آنها مشاهده می‌شود که آنها را از زبان‌های ایرانی میانه متمایز می‌سازند. مورخان و جغرافی‌نویسان دوره اسلامی، همچون اصطخری در المسالک و الممالک، مقدسی در احسن التقاسیم و حمدالله مستوفی در نزهة القلوب، نام و گاه نمونه‌هایی از واژه‌ها یا جمله‌های برخی از زبان‌ها و گویش‌های ایرانی نو را - که پیش از سده ۱۰ ق/۱۶ م در مناطق مختلف ایران رواج داشت- آورده‌اند.
اکنون مرکز زبان‌های ایرانی نو، ایران، افغانستان و تاجیکستان است. اما برخی از آنها در جمهوری‌های آسیای مرکزی، ترکستان چین، ترکیه، کشورهای حاشیه خلیج فارس، سوریه، شبه‌قاره هند، عراق، فلات پامیر و قفقاز نیز رواج دارد. از میان زبان‌های ایرانی نو فقط فارسی (با ۳ گونه اصلی ایرانی، افغانی، تاجیکی) و یغنایی به ترتیب بازمانده‌های مستقیم فارسی میانه و سغدی هستند. اصل و نسب دیگر زبان‌های ایرانی نو دانسته نیست.
مهم‌ترین و متداول‌ترین زبان ایرانی نو فارسی دری است. دیگر زبان‌ها و گویش‌های ایرانی نو را - که شمارشان به صدها می‌رسد- بر پایه قرابت‌های ساختاری و جغرافیایی به دو گروه غربی و شرقی تقسیم می‌شود.
زبان‌ها و گویش‌های ایرانی نو به چند شاخه تقسیم می‌شوند:
1. گویش‌های مرکزی ایران
2. گویش‌های حاشیه دریای خزر
3. گویش‌های شمال غرب ایران
4. گویش‌های جنوب غرب ایران
5. گویش‌های جنوب شرق ایران

زبانها و گویش‌های ایرانی نو شرقی نیز اینها هستند:
1. اوستی
2. پشتو
3. اُرموری و پَراچی
4. مونجانی و یِدغه
5. یَغنابی
6. زبان‌های پامیری:
  1. اِشکاشمی، زیباکی، سَنگلیچی
  2. وَخی
  3. وَنجی
  4. یَزغُلامی
  5. بَرتَنگی، رُشروی، روشانی، شُغنی و سَریکُلی